# Elizabeth Craig (Köchin)
Elizabeth Josephine Craig, MBE, FRSA (* 16. Februar 1883; † 7. Juni 1980) war eine schottische Köchin und Journalistin. 

## Schriften
- 19??  The Woman’s Journal Cookery Book
- 19??  Elizabeth Craig’s Menus for a Year
- 19??  Elizabeth Craig’s Springtime Cookery Book (The People’s Friend)
- 1923  The Stage Favourites’ Cook Book
- 1929  The New Cookery
- 1932  Cooking with Elizabeth Craig
- 1932  The Up-to-Date Cookery Book
- 1933  Madeira: wine, cakes and sauce (Mitarbeiter André L. Simon)
- 1933  Entertaining with Elizabeth Craig
- 1934  The Vicomte In The Kitchen (Mitarbeiterin Frances, Gräfin von Warwick)
- 1934  Elizabeth Craig’s Standard Recipes
- 1934  Wine in the Kitchen
- 1934  Elizabeth Craig’s Economical Cookery
- 1934  Elizabeth Craig’s Simple Cooking
- 1935  Elizabeth Craig’s Family Cookery
- 1935  Elizabeth Craig’s Everyday Cooking
- 1936  Cookery Illustrated and Household Management
- 1936  Woman, Wine and a Saucepan
- 1936  Bubble and Squeak
- 1937  278 Tested Recipes
- 1940  Cooking in War-Time
- 1940  Cookery: a Time-Saving Cook Book
- 1940  1500 Everyday Menus
- 1950  Cooking for Today
- 1952  Elizabeth Craig’s Practical Cooking
- 1953  Court Favourites; Recipes from Royal Kitchens
- 1955  Beer and Vittels
- 1956  The Scottish Cookery Book
- 1956  A Book of Mediterranean Food
- 1957  Instructions to Young Cooks
- 1957  Collins Family Cookery
- 1958  Scandinavian Cooking
- 1959  A Cook’s Guide to Wine
- 1960  Cottage Cheese and Yogurt
- 1962  Banana Dishes
- 1965  What’s Cooking in Scotland
- 1965  The Penguin Salad Book
- 1965  Cook Continentale
- 1969  The Art of Irish Cooking
- 1970  The Business Woman’s Cookbook
- 1971  Collins Family Cookery
- 1978  Elizabeth Craig’s Hotch Potch
- 1980  The Scottish Cookery Book

Übersetzungen
- So kocht man in Skandinavien (1961)
- Und Alles mit Bier (1962)